# Pyrus bretschneideri
Pyrus bretschneideri är en rosväxtart som beskrevs av Alfred Rehder. Pyrus bretschneideri ingår i släktet päronsläktet, och familjen rosväxter. Inga underarter finns listade i Catalogue of Life.

## Bildgalleri

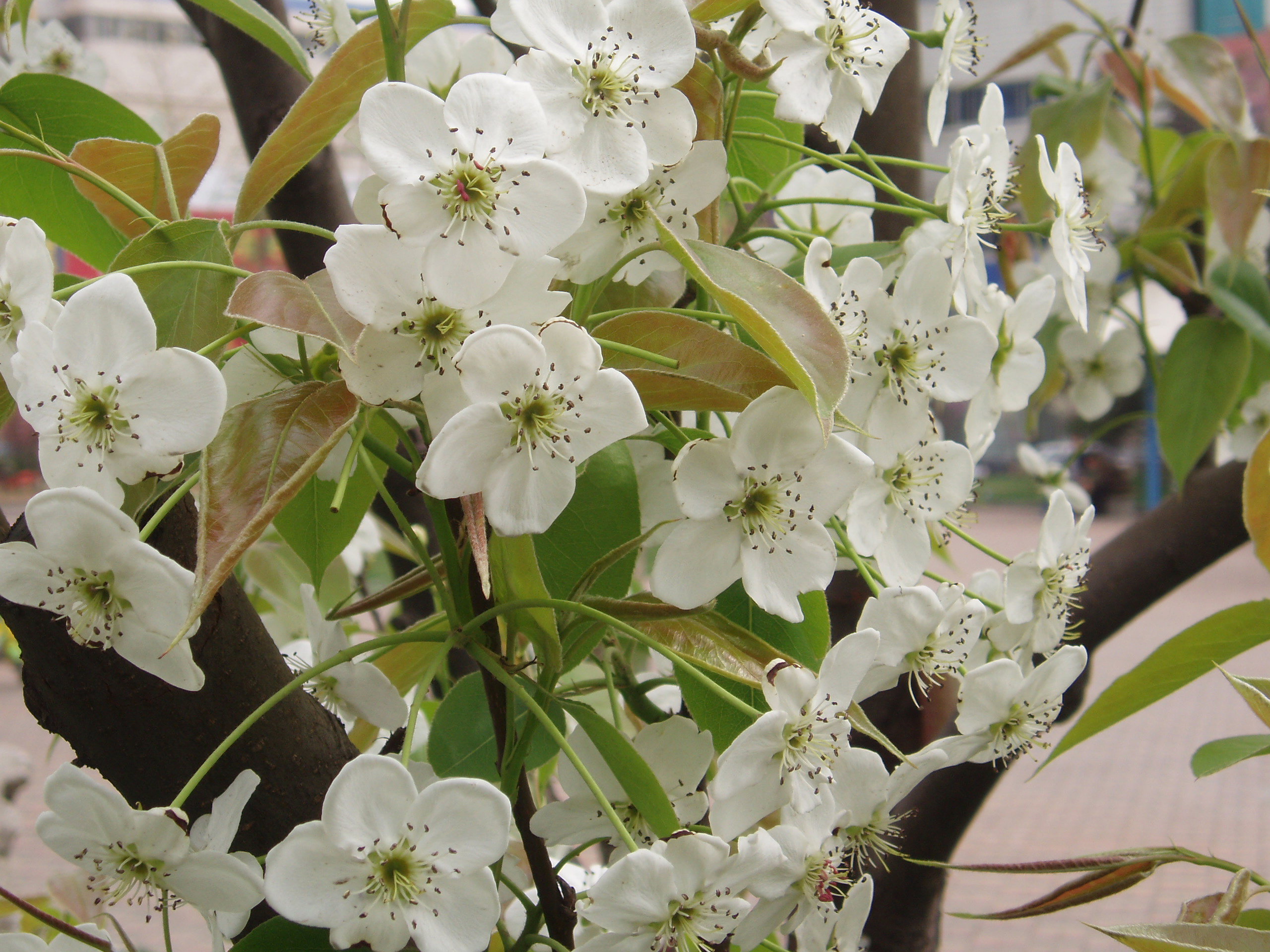
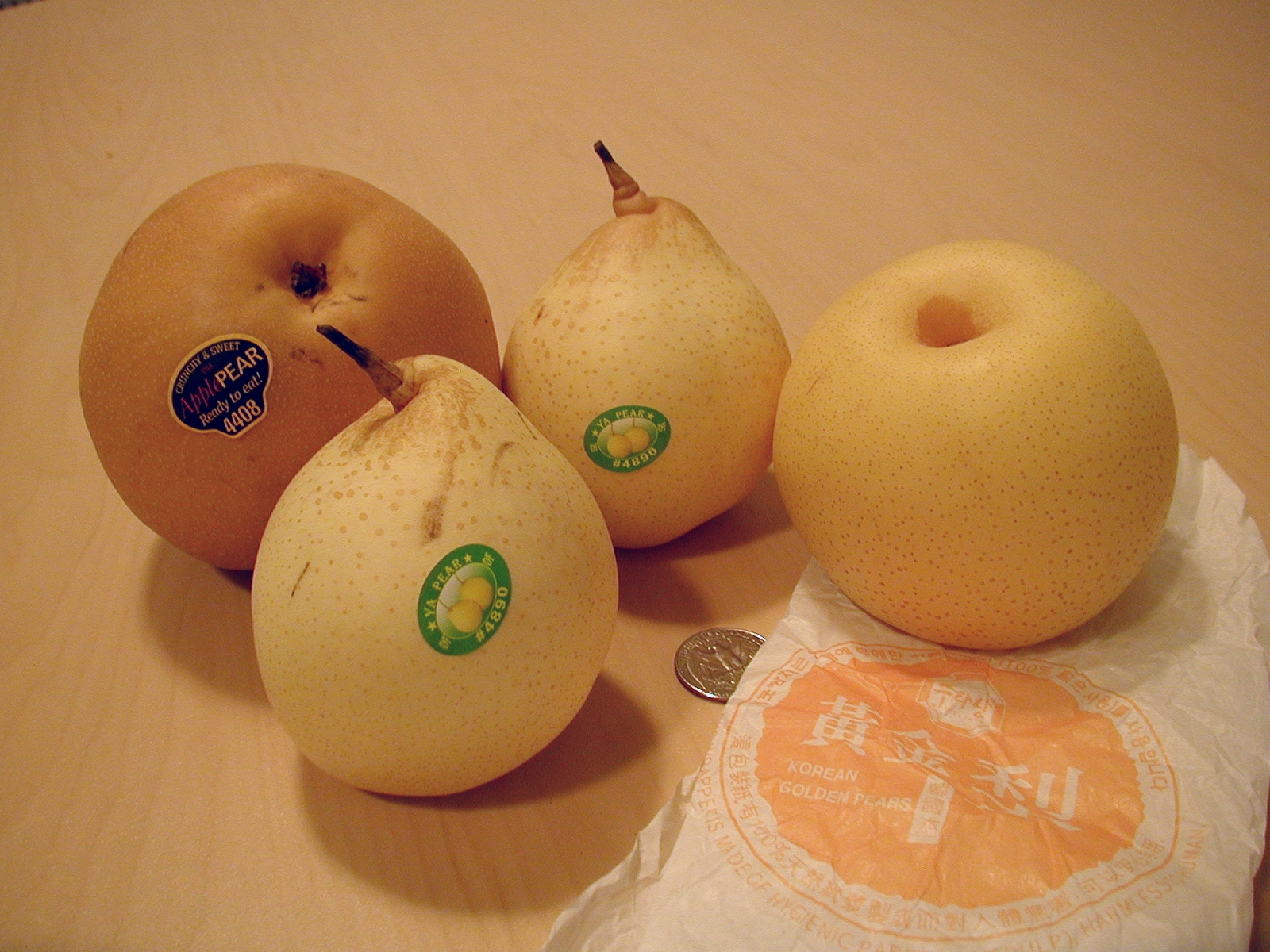
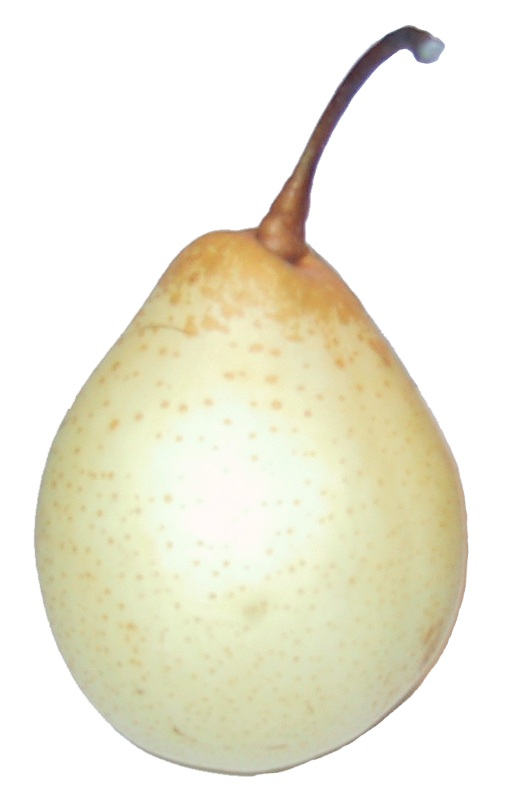
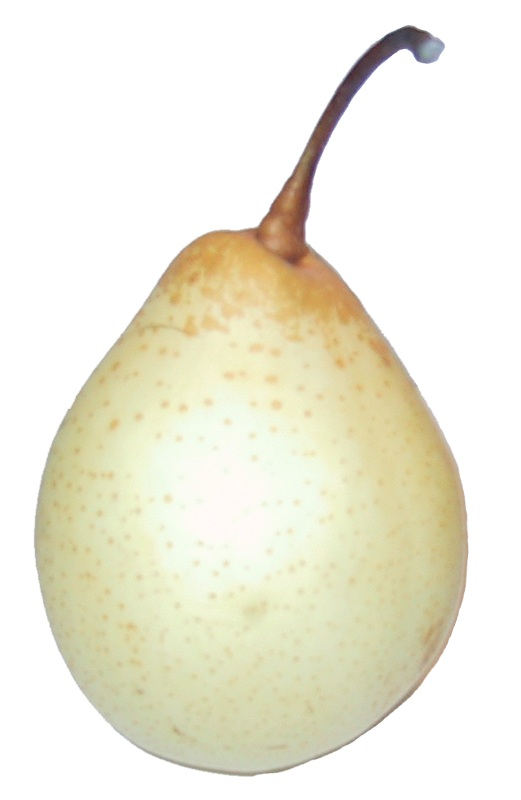